# Németlak
Németlak (németül: Deutsch Minihof) Nagyfalva településrésze Ausztriában, Burgenland tartományban, a Gyanafalvi járásban.

## Fekvése
Szentgotthárdtól 2 km-re nyugatra a magyar határ mellett a Lapincs jobb partján fekszik.

## Története
A szentgotthárdi uradalomhoz tartozott. 1716-ban 21, 1760-ban 29, 1767-ben 30 portát számláltak a településen. 1787-ben 34 házában 182 lakos élt. 1830-ban 31 háza és 211 lakosa volt.
Fényes Elek szerint " Németlak Deutsch Minichhof, német falu, Vas vmegyében, a Lapincs mellett, közel Szentgothárdhoz, 253 kath. lak. Termékeny róna határ. A szentgothárdi urad. tartozik. Ut. p. Fürstenfeld."
Vas vármegye monográfiája szerint " Németlak, 48 házzal és 358 r. kath., magyar és németajkú lakossal. Postája Nagyfalva, távírója Szent-Gotthárd. A községben téglagyár van."
1910-ben 398, többségben német lakosa volt, jelentős magyar kisebbséggel. A trianoni békeszerződésig Vas vármegye Szentgotthárdi járásához tartozott. 2001-ben 168 lakosa volt.

## Külső hivatkozások
- Nagyfalva hivatalos oldala
- Németlak a dél-burgenlandi települések portálján
- Várszentmiklós honlapja
- A burgenlandi települések történeti lexikona